# عملية إنقاذ (فلم)
عملية إنقاذ (بالإنجليزية: Act of Valor) فيلم أمريكي صدر عام 2012.
الفيلم بتقييم 6.5 في IMDb ومن بطولة Alex Veadov.

## القصة
قصة الفيلم عن نخبة من فريق البحرية الأمريكية تباشر العمل في مهمة سرية لاستعادة عميل مخطوف من السي آي إيه.

## فريق العمل
- Alex Veadov بدور Christo
- Roselyn Sanchez بدور Lisa Morales
- Nestor Serrano بدور Walter Ross
- Charles Chiyangwa بدور Somalian

## وصلات خارجية
- مقالات تستعمل روابط فنية بلا صلة مع ويكي بيانات